# 平房站
平房站，位于中华人民共和国黑龙江省哈尔滨市平房区，是拉滨铁路上的火车站，建于1934年，由哈尔滨铁路局管辖。车站设有通往国电哈尔滨热电有限公司、哈飞集团、东安发动机有限公司和东北轻合金有限责任公司的专用线，此外在满洲国时期，车站还设有通往关东军731部队的专用线。

## 車站周邊
- 平房客运站
- 哈南时代广场
- 哈尔滨市平房区人民法院
- 中国工商银行联盟大街支行
- 哈尔滨市保国第一小学校
- 航空工业哈尔滨二四二医院
- 中国农业银行哈尔滨东安支行
- 东安运动场
- 哈尔滨市第二十四中学
- 哈尔滨银行平房保国支行
- 中国建设银行哈尔滨联盟支行
- 中国邮政储蓄银行哈尔滨市保国大街支行

## 业务办理
客运业务办理旅客乘降，行李，包裹托运。货运业务办理整车，零担，集装箱货物到发和整车货物承运前保管。

## 歷史
- 建于1934年。

## 邻近车站
周家站←平房站→黎明站

## 外部連結
- 中国铁路客户服务中心 （页面存档备份，存于）